# Conus tuticorinensis
Espèce
Statut de conservation UICN

 LC  : Préoccupation mineure
Conus tuticorinensis est une espèce de mollusques gastéropodes marins de la famille des Conidae.
Comme toutes les espèces du genre Conus, ces escargots sont prédateurs et venimeux. Ils sont capables de « piquer » les humains et doivent donc être manipulés avec précaution, voire pas du tout.

## Description
La taille de la coquille varie entre 22 mm et 30 mm.

## Distribution
Cette espèce marine est présente au large de l'[Inde], du Sri Lanka, des Philippines et de la Nouvelle-Guinée.

### Niveau de risque d’extinction de l’espèce
Selon l'analyse de l'UICN réalisée en 2011 pour la définition du niveau de risque d'extinction, cette espèce est endémique de l'Inde et a une aire de répartition quelque peu restreinte. Bien que l'on sache peu de choses sur l'état de sa population (elle est décrite comme " extrêmement rare ") et qu'elle habite une zone sujette à la pollution et au développement côtier, sa distribution profonde lui confère probablement une certaine protection. Elle est actuellement inscrite dans la catégorie préoccupation mineure.

## Taxonomie

### Publication originale
L'espèce Conus tuticorinensis a été décrite pour la première fois en 1990 par les malacologistes allemands Dieter Röckel (d) et Werner Korn dans « Archiv für Molluskenkunde »,.

### Synonymes
- Conus (Quasiconus) tuticorinensis Röckel & Korn, 1990 · appellation alternative
- Quasiconus tuticorinensis (Röckel & Korn, 1990) · non accepté